# Campeonato Mundial de Esqui Estilo Livre de 2015 - Moguls masculino
A prova do moguls masculino do Campeonato Mundial de Esqui Estilo Livre de 2015 foi disputada no dia 18 de janeiro em Kreischberg na Áustria.  Participaram 45 atletas de 19 nacionalidades.

## Medalhistas
| Ouro                | Prata                  | Bronze                    |
| Anthony Benna (FRA) | Mikaël Kingsbury (CAN) | Alexandr Smyshlyaev (RUS) |

## Resultados

### Qualificação
45 esquiadores participaram do processo qualificatório. Os 18 melhores avançaram para a final.
| Pos. | Bib | Esquiador              | Nacionalidade  | Corrida 1 | Corrida 2 | Notas |
| ---- | --- | ---------------------- | -------------- | --------- | --------- | ----- |
| 1    | 1   | Mikaël Kingsbury       | Canadá         | 86.59     |           | Q     |
| 2    | 6   | Simon Pouliot-Cavanagh | Canadá         | 84.41     |           | Q     |
| 3    | 5   | Alexandr Smyshlyaev    | Rússia         | 83.85     |           | Q     |
| 4    | 9   | Marc-Antoine Gagnon    | Canadá         | 83.15     |           | Q     |
| 5    | 21  | Aleksey Pavlenko       | Rússia         | 82.88     |           | Q     |
| 6    | 4   | Matt Graham            | Austrália      | 82.36     |           | Q     |
| 7    | 2   | Philippe Marquis       | Canadá         | 82.10     |           | Q     |
| 8    | 7   | Patrick Deneen         | Estados Unidos | 81.26     |           | Q     |
| 9    | 33  | Sacha Theocharis       | França         | 80.16     |           | Q     |
| 10   | 25  | Yohann Seigneur        | França         | 79.26     | 83.22     | Q     |
| 11   | 8   | Anthony Benna          | França         | 77.75     | 82.25     | Q     |
| 12   | 20  | Jussi Penttala         | Finlândia      | 77.33     | 81.21     | Q     |
| 13   | 12  | Thomas Rowley          | Estados Unidos | 79.90     | 79.60     | Q     |
| 14   | 17  | Nobuyuki Nishi         | Japão          | 78.31     | 79.52     | Q     |
| 15   | 26  | Tevje Lie Andersen     | Noruega        | 74.88     | 79.37     | Q     |
| 16   | 34  | Pavel Kolmakov         | Cazaquistão    | 77.42     | 78.60     | Q     |
| 17   | 10  | Troy Murphy            | Estados Unidos | 77.41     | 78.19     | Q     |
| 18   | 31  | Dmitriy Reiherd        | Cazaquistão    | 74.79     | 78.17     | Q     |
| 19   | 30  | Sergey Volkov          | Rússia         | 75.81     | 77.73     |       |
| 20   | 16  | Marco Tadé             | Suíça          | 79.39     | 77.62     |       |
| 21   | 29  | Ludvig Fjallstrom      | Suécia         | 76.78     | 76.41     |       |
| 22   | 23  | Kerrian Chunlaud       | Canadá         | 74.48     | 75.79     |       |
| 23   | 22  | Sora Yoshikawa         | Japão          | 78.99     | 75.61     |       |
| 24   | 19  | Sho Kashima            | Estados Unidos | 74.54     | 74.96     |       |
| 25   | 24  | Per Spett              | Suécia         | 77.49     | 73.88     |       |
| 26   | 41  | Kim Ji-hyon            | Coreia do Sul  | 76.75     | 72.40     |       |
| 27   | 28  | Vinjar Slatten         | Noruega        | 77.62     | 68.78     |       |
| 28   | 39  | Arwed Loth             | Alemanha       | 74.78     | 67.66     |       |
| 29   | 32  | Seo Myung-joon         | Coreia do Sul  | 73.65     | 50.99     |       |
| 30   | 14  | Jimi Salonen           | Finlândia      | 73.16     |           |       |
| 31   | 35  | Maksim Mikhaylov       | Rússia         | 72.47     |           |       |
| 32   | 48  | Felix Pfeiffer         | Alemanha       | 71.23     |           |       |
| 33   | 43  | Julius Garbe           | Alemanha       | 70.66     |           |       |
| 34   | 40  | Felix Elofsson         | Suécia         | 70.34     |           |       |
| 35   | 44  | Dmitriy Barmashov      | Cazaquistão    | 70.22     |           |       |
| 36   | 49  | Giacomo Matiz          | Itália         | 68.55     |           |       |
| 37   | 50  | Daniel Honzig          | Chéquia        | 63.82     |           |       |
| 38   | 45  | Jannick Fjeldsoe       | Dinamarca      | 61.83     |           |       |
| 39   | 46  | Andrew Longley         | Grã-Bretanha   | 54.24     |           |       |
| 40   | 37  | Sascha Posch           | Áustria        | 50.44     |           |       |
| 41   | 36  | Sergiy Chmel           | Ucrânia        | 47.29     |           |       |
| 42   | 42  | Thomas Aigner          | Áustria        | 26.83     |           |       |
| 43   | 47  | Adrien Bouard          | Alemanha       | 24.38     |           |       |
|      | 38  | [Chen Kang]]           | China          | DNF       |           |       |
|      | 27  | Benjamin Cavet         | França         | DNS       |           |       |

### Final
Os 18 esquiadores disputaram no dia 18 de janeiro a final da prova.
| Pos.              | Bib | Esquiador              | Nacionalidade  | Corrida 1 | Corrida 2 |
| ----------------- | --- | ---------------------- | -------------- | --------- | --------- |
| Medalha de ouro   | 8   | Anthony Benna          | França         | 85.83     | 86.89     |
| Medalha de prata  | 1   | Mikaël Kingsbury       | Canadá         | 87.44     | 86.54     |
| Medalha de bronze | 5   | Alexandr Smyshlyaev    | Rússia         | 83.75     | 85.68     |
| 4                 | 7   | Patrick Deneen         | Estados Unidos | 84.29     | 85.64     |
| 5                 | 9   | Marc-Antoine Gagnon    | Canadá         | 84.91     | 84.78     |
| 6                 | 2   | Philippe Marquis       | Canadá         | 82.69     | DNF       |
| 7                 | 12  | Thomas Rowley          | Estados Unidos | 82.48     |           |
| 8                 | 33  | Sacha Theocharis       | França         | 80.43     |           |
| 9                 | 20  | Jussi Penttala         | Finlândia      | 79.74     |           |
| 10                | 26  | Tevje Lie Andersen     | Noruega        | 78.07     |           |
| 11                | 10  | Troy Murphy            | Estados Unidos | 78.06     |           |
| 12                | 31  | Dmitriy Reiherd        | Cazaquistão    | 77.84     |           |
| 13                | 34  | Pavel Kolmakov         | Cazaquistão    | 74.83     |           |
| 14                | 25  | Yohann Seigneur        | França         | 74.71     |           |
| 15                | 21  | Aleksey Pavlenko       | Rússia         | 73.41     |           |
| 16                | 4   | Matt Graham            | Austrália      | 72.39     |           |
| 17                | 6   | Simon Pouliot-Cavanagh | Canadá         | 60.17     |           |
| 18                | 17  | Nobuyuki Nishi         | Japão          | 48.67     |           |

Legenda
| Recorde mundial       | Recorde mundial (World record)               |                       | Recorde africano                      | Recorde africano (African) |                                           | Q | Classificado por posição (Qualified) |
| Recorde do campeonato | Recorde do campeonato (Championship record)  | Recorde da América    | Recorde da América (Americas)         | q                          | Classificado por melhor tempo (Qualified) |   |                                      |
| Melhor marca do ano   | Melhor marca do ano (World leading)          | Recorde asiático      | Recorde asiático (Asian)              | DNS                        | Não largou (Did not start)                |   |                                      |
| Recorde nacional      | Recorde nacional (National record)           | Recorde europeu       | Recorde europeu (European)            | DNF                        | Não terminou (Did not finish)             |   |                                      |
| Recorde pessoal       | Recorde pessoal do atleta (Personal best)    | Recorde da Oceania    | Recorde da Oceania (Oceania)          | DSQ / DQ                   | Desclassificado (Disqualified)            |   |                                      |
| Recorde da temporada  | Recorde da temporada do atleta (Season best) | Recorde sul-americano | Recorde sul-americano (South America) | NM                         | Sem marca (No mark)                       |   |                                      |